# Ałun potasowy
Ałun potasowy (ałun, ałun glinowo-potasowy; z łac. Alunit (alumen) lub franc. alun = ałun) – nazwa zwyczajowa dwunastowodnego siarczanu glinowo-potasowego. W farmacji stosowane są również nazwy: Aluminium Kalium sulfuricum, Alumen FP VIII, Aluminii Kalii sulfas. Występuje naturalnie jako minerał.

## Właściwości
Występuje w formie skupień ziarnistych, naciekowych, tworzy naloty i wykwity. Jest kruchy, łatwo rozpuszcza się w wodzie. Często zawiera domieszki sodu, manganu, żelaza, amonu. Jest minerałem pospolitym i szeroko rozpowszechnionym. Roztwór ałunu ma odczyn kwasowy, działa ściągająco i aseptycznie.

## Występowanie
Występuje w strefie wietrzenia skał ilastych, węgli zawierających piryt, markasyt oraz inne siarczki. Powstaje też w procesie wietrzenia skał magmowych zasobnych w skalenie i skaleniowce.

### Przykładowe miejsca występowania
Świat: Uzbekistan – Kara-kum („ziemie ałunowe”), Włochy – okolice Wezuwiusza, USA – Alaska, Rosja – Kamczatka.
W Polsce: w okolicach Sandomierza, Międzyzdrojów, na Dolnym Śląsku.

## Zastosowanie
Dawniej, jako kamyk po goleniu, był szeroko używany do tamowania drobnych krwawień z ranek po zacięciach przy goleniu. Dziś w tym celu ałun oferowany jest m.in. w postaci sztyftu.